# Эдепсукай Второй
Эдепсука́й Второ́й (адыг. Едэпсыкъуай ЕтIуан) или Но́вый Эдепсука́й (адыг. ЕдэпсыкъоякI) — исчезнувший (упразднённый) аул в Теучежском районе Республики Адыгея. Ныне затоплен водами Краснодарского водохранилища.

## География

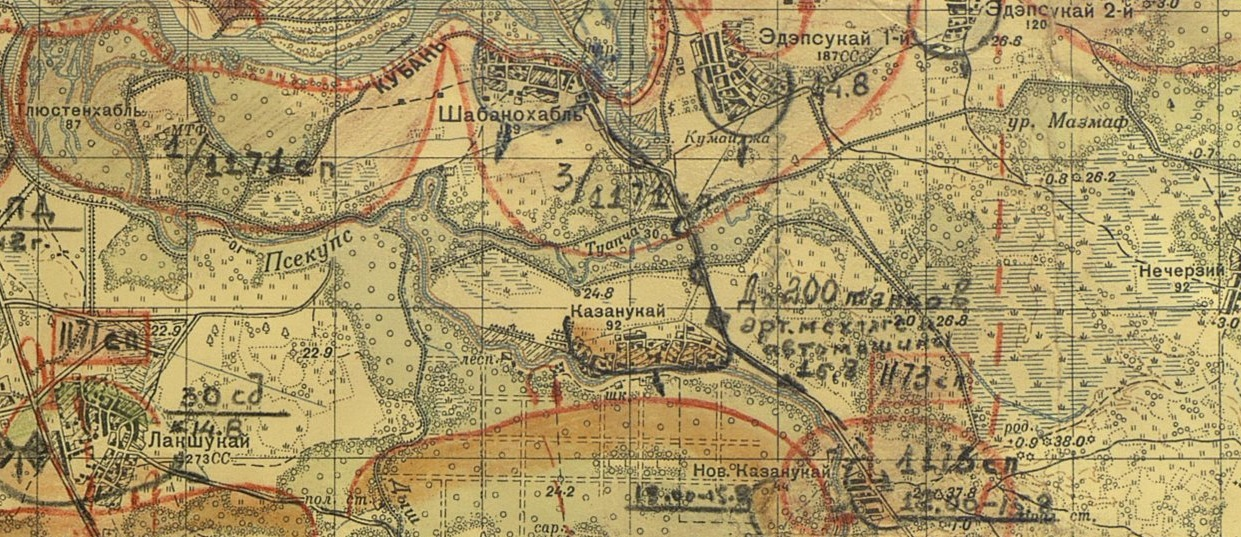
Эдепсукай II на километровой карте РККА 1940 года

Аул располагался в северной части Теучежского района, на левом берегу реки Кубань, чуть ниже впадения в неё реки Пшиш (устье которой ныне также затоплено). Находился в 18 км к юго-востоку от города Краснодар и в 18 км к северо-западу от районного центра — Понежукай.
Граничил с землями населённых пунктов: Эдепсукай I на западе, Ленинахабль на востоке, Нечерезий на востоке и Старый Казанукай и Новый Казанукай на юге. На противоположном берегу реки Кубань располагалась станица Старокорсунская.

## История
Точная дата основания аула неизвестна. Как и соседний аул Эдепускай I, впервые упоминался в 1800 году. Эта дата формально и считалась годом его основания. Исторически относился к черченеевским (один из бжедугских подразделений) аулам. 
В 1852 году в ауле насчитывалось 168 душ взрослого мужского населения. Аулом управлял бжедугский тлекотлеш (дворянин, помещик) — Тульпар Баток.
В 1967 году было принято решение о строительстве Краснодарского водохранилища. Тогда же было начато постепенное выселение местного населения из аула, которое закончилось в 1973 году. 
В 1973 году аул был упразднён и затоплен. Большая часть его жителей было переселено в новообразованный город Адыгейск. 

## Топографические карты
- Лист карты E-3-7-Б.

## Память

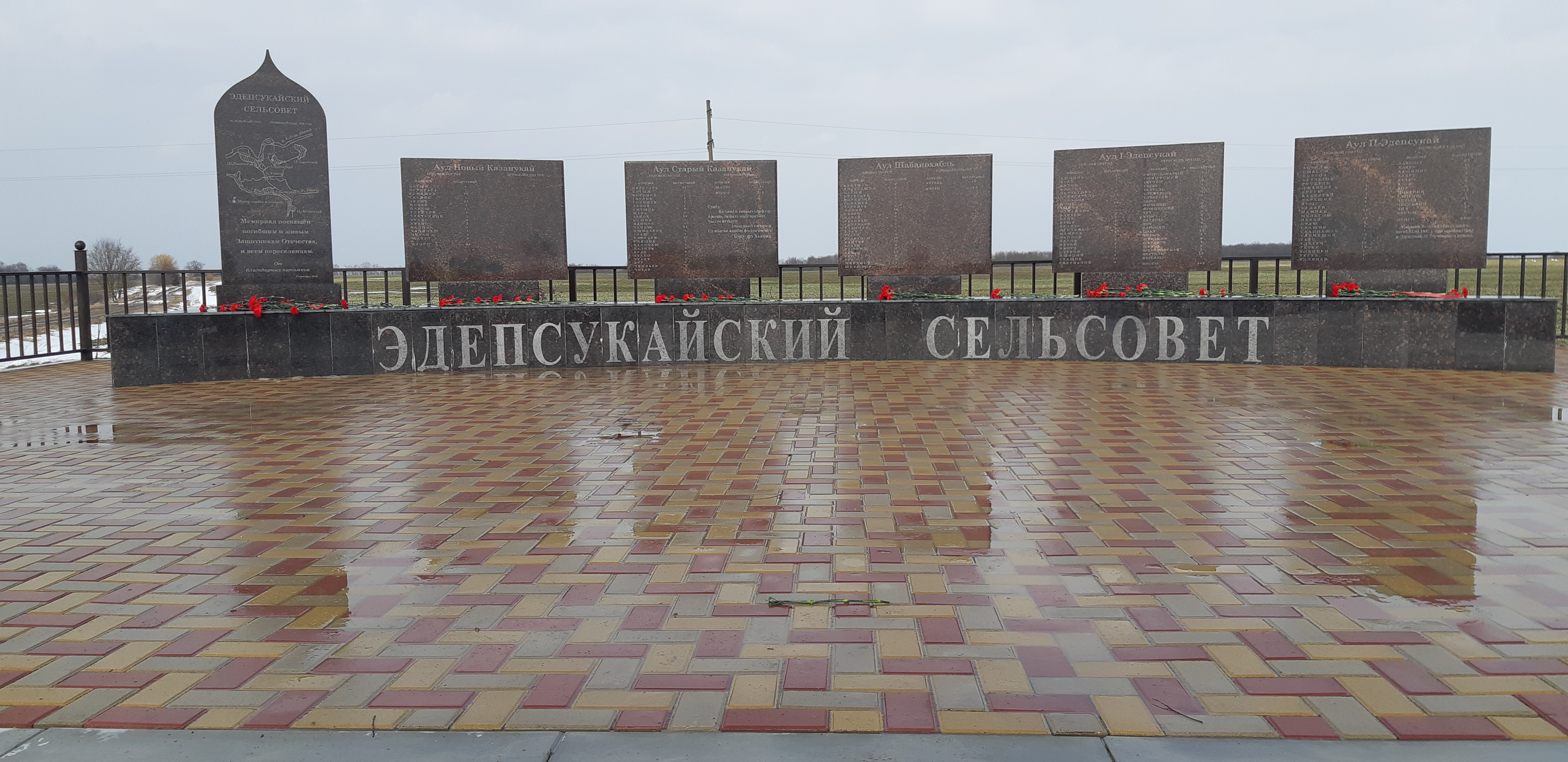
Памятник затопленным аулам. Адыгея 2023

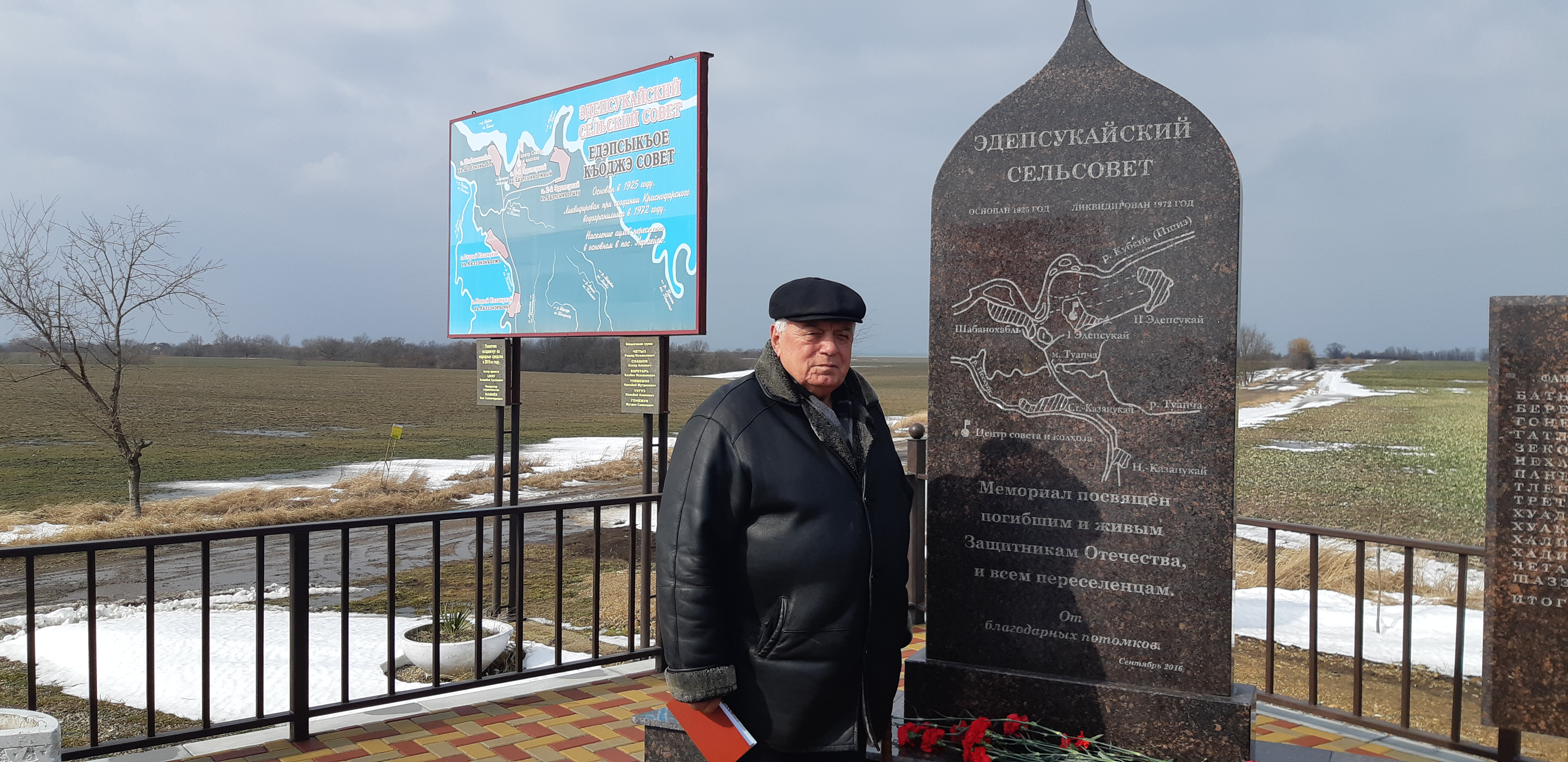
У памятной стеллы Мамиёк К. С.. Адыгея 2023

При строительстве Кубанского водохранилища в числе многих были затоплены и аулы Эдепсукайского сельского Совета - в их память был создан на народные средства мемориал. Потомки переселенцев из затопленных аулов установили народный памятник своей утерянной родине. Он создан в виде пяти гранитных плит с фамилиями семей-переселенцев — по каждому крупному аулу бывшего Эдепсукайского сельского совета и старой карты района на стенде. Памятная площадка находится на трассе Майкоп — Краснодар перед мостом через реку Псекупс.